# Флейта (РСЗВ)
Флейта  — білоруська реактивна система залпового вогню малого радіуса дії.

## Історія
Розроблена фірмою «БСВТ — нові технології». РСЗВ базується на шасі повнопривідного броньованого автомобіля «Асилак» SHTS виробництва мінського ООО "БСВТ-новые технологии". Машина створена на базі армійського автомобілю ГАЗ-3308 «Садко». Також можна простежити походження «Асилаку» від броньованого автомобіля «Буран», що вироблявся в Нижньому Новгороді компаніями «Нижегородское авиационное общество» та «Rida Holding».

## Конструкція
Артилерійська частина системи складається з 80 напрямних калібру 80 мм.
Як боєприпаси використовуються різні типи некерованих авіаційних ракет (НАР), що належать до сімейства С-8.
Автоматична система управління вогнем «Альянс» та бортовий навігаційний комплекс дають можливість приймати та передавати інформацію по цілях, відображати ціль на електронній мапі, вирішувати балістичні задачі з урахуванням метеорологічних та топогеодезічних чинників.